# Pselaptrichus magaliae
Pselaptrichus magaliae är en skalbaggsart som beskrevs av Chandler 1983. Pselaptrichus magaliae ingår i släktet Pselaptrichus och familjen kortvingar. Inga underarter finns listade i Catalogue of Life.